# 白面杜鹃
白面杜鹃（学名：Rhododendron zaleucum）为杜鹃花科杜鹃花属下的一个种。

## 扩展阅读
- 維基物種上的相關：白面杜鹃